# Лінкозаміди

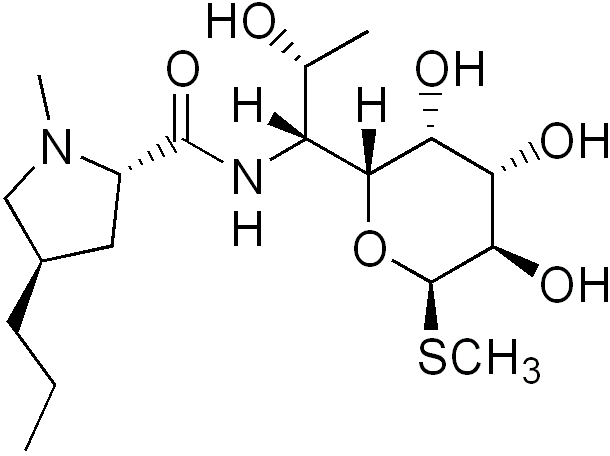
Лінкоміцин

Кліндаміцин(хлороване похідне лінкоміцину)

Лінкозаміди (інколи лінкоміцини) — група природних та напівсинтетичних антибіотиків з обмеженим спектром антибактеріальної активності та бактеріостатичною дією. До лінкозамідів відносяться лінкоміцин та його напівсинтетичний аналог (хлороване похідне) кліндаміцин

## Перелік
- Лінкоміцин
- Кліндаміцин
- Пірліміцин

## Механізм дії
Лінкозаміди діють бактеріостатично, пригнічуючи синтез білків у клітинах мікроорганізмів шляхом зв'язування 50S-субодиниць рибосом та гальмуючи включення транспортної РНК до комплексів рибосома-мРНК. Лінкозаміди мають постантибіотичний ефект відносно чутливих мікроорганізмів, що імовірно пов'язано з їх тривалою фіксацією на рибосомах клітин бактерій. Під дією цих антибіотиків підвищується фагоцитоз та внутрішньоклітинна елімінація бактерій, зменшується вироблення ендотоксинів бактерій, чим запобігається розвиток ендотоксичного шоку. До лінкозамідів чутливі тільки грампозитивні бактерії — стафілококи; стрептококи (у тому числі пневмококи), Corynebacterium diphtheriae та анаеробні бактерії — клостридії, Bacteroides spp., фузобактерії, пептококи, пептострептококи. До кліндаміцину чутливі також деякі найпростіші — токсоплазми, пневмоцисти, малярійні плазмодії.

## Фармакокінетика
Лінкозаміди добре всмоктуються із шлунково-кишкового тракту, біодоступність лінкоміцину при пероральному прийомі становить 30-50 %, кліндаміцину — 90 %. При парентеральному застосуванні біодоступність антибіотиків досягає 100 %. Лінкозаміди створюють високі концентрації у більшості тканин та рідин організму, особливо у кістковій тканині, жовчі, бронхіальному секреті. Лінкозаміди погано проходять через гематоенцефалічний бар'єр. Лінкозаміди проникають через плацентарний бар'єр та виділяються в грудне молоко. Препарати групи лінкозамідів метаболізуються в печінці. Виводяться з організму лінкозаміди переважно з калом, створюючи високі концентрації у фекаліях. Цим пояснюється активність лінкоміцину при шигельозі. Період напіввиведення лінкоміцину становить 4-6 годин, кліндаміцину — 2,5-3 години, цей час може зростати при важкій печінковій недостатності.

## Застосування
Лінкозаміди застосовуються при інфекціях, викликаних чутливими до них мікроорганізмами. Показані лінкозаміди переважно як резервні препарати при стрептококовому тонзилофарингіті; інфекціях дихальної системи — аспіраційній пневмонії, абсцесі легень, емпіємі плеври; інфекціях кісток та суглобів, включно з діабетичною стопою; інфекціях черевної порожнини та малого тазу — перитоніті, ендометритах, сальпінгоофоритах, абсцесах черевної порожнини; місцево — при важкому вугровому висипі, бактеріальному вагінозі, у стоматології. Кліндаміцин також застосовується у комбінації з антипротозойними препаратами при пневмоцистній пневмонії, малярії, токсоплазмозі.

## Побічна дія
При застосуванні лінкозамідів найчастіше виникають побічні ефекти з боку шлунково-кишкового тракту — нудота, блювання, діарея, псевдомембранозний коліт. Спостерігаються також алергічні реакції у вигляді свербежу та висипань на шкірі, рідше — набряк Квінке, анафілактичний шок. Можуть спостерігатися також гіпотонія, порушення нервово-м'язової передачі аж до розвитку кардіопульмонального шоку (при швидкому внутрішньовенному введенні препаратів групи). З боку лабораторних аналізів найчастіше спостерігаються нейтропенія, лейкопенія, агранулоцитоз, підвищення активності амінотрансфераз у крові, збільшення рівня білірубіну в крові.

## Протипоказання
Лінкозаміди протипоказані при підвищеній чутливості до препаратів групи, неспецифічному виразковому коліті, міастенії, важкій печінковій та нирковій недостатності. Не рекомендоване застосування під час вагітності та годування грудьми.

## Ветиринарія
Атибіотик пірліміцин застосовується у ветеринарії для лікування маститу в худоби.